# 이해영 (영화 감독)
이해영(李海永)(1973년 10월 18일 ~ )은 대한민국의 영화 감독이다.

## 학력
- 서울예술대학 광고창작학과

## 작품 목록
- 2000년 《커밍 아웃》 - 각본
- 2001년 《신라의 달밤》 - 원안
- 2002년 《품행제로》 - 각본
- 2004년 《안녕! 유에프오》 - 각본
- 2004년 《아라한 장풍 대작전》 - 각본
- 2006년 《천하장사 마돈나》 - 연출, 각본
- 2010년 《페스티발》 - 연출, 각본
- 2012년 《26년》 - 각본
- 2014년 《경성학교: 사라진 소녀들》 - 연출, 각본
- 2018년 《독전》 - 연출, 각본
- 2023년 《유령》

## 방송 출연
- EBS1 《시네마 천국》
- OBS경인TV 《꿈꾸는 U》
- KBS2 《이야기쇼 두드림》
- KBS1 《역사저널 그날》
- MBC 《황금어장 라디오스타》
- tvN 《수요미식회》 - 학교 앞 떡볶이

## 경력
- 2011년 제13회 서울국제여성영화제 심사위원
- 2011년 제5회 대단한 단편영화제 본선 심사위원

## 수상
- 2006년 제7회 부산영화평론가협회상 신인감독상 (천하장사 마돈나)
- 2006년 제5회 대한민국 영화대상 신인감독상 (천하장사 마돈나)
- 2006년 제27회 청룡영화상 신인감독상, 각본상 (천하장사 마돈나)
- 2007년 제43회 백상예술대상 영화 시나리오상 (천하장사 마돈나)